# Conocephalus tumultuosus
Conocephalus tumultuosus is een rechtvleugelig insect uit de familie sabelsprinkhanen (Tettigoniidae). De wetenschappelijke naam van deze soort is voor het eerst geldig gepubliceerd in 1942 door Willemse.